# Craig William Macneill
Craig William Macneill és un director, escriptor i editor de cinema estatunidenc. El seu llargmetratge Lizzie, protagonitzat per Chloë Sevigny i Kristen Stewart, es va estrenar a la secció de la Competició Dramàtica dels Estats Units al Festival de Cinema de Sundance 2018. La pel·lícula va ser adquirida per Roadside Attractions i Saban Films i estrenada als cinemes a la tardor de 2018. El primer llargmetratge de Macneill, The Boy, es va estrenar a la narrativa competició al SXSW Film Festival de 2015 i que també es va basar en un curtmetratge anterior que va coescriure, dirigir i editar titulat Henley, que es va projectar en competició al Festival de Cinema de Sundance de 2012 i va guanyar el gran premi del jurat al "Millor curtmetratge" al Gen Art Film Festival i el Carmel Film and Arts Film Festival  de Clint Eastwood de 2016.
Pel que fa a la televisió, Macneill va dirigir dos episodis per a la sèrie guanyadora d'un Emmy d'HBO, Westworld, juntament amb la sèrie Amazon Prime Them  que va ser nominada a un Premi Independent Spirit. Actualment, Macneill està desenvolupant una sèrie original, titulada UNKNOWN, per a Amazon Prime amb la producció de Kilter Films de Jonathan Nolan i Lisa Joy. L'altre treball de direcció de televisió de Macneill inclou episodis de Twilight Zone de Jordan Peele, Castle Rock, NOS4A2, Monsterland, i la primera temporada de la sèrie de televisió d'antologia limitada Channel Zero: Candle Cove. L'espectacle va ser creat per Nick Antosca i protagonitzat per Paul Schneider i Fiona Shaw.

## Primers anys i educació
Macneill va néixer a Nova Anglaterra, i es va traslladar a Virginia del Nord on va assistir a l'institut. Es va graduar a la Universitat de Colorado amb una llicenciatura en Belles Arts després d'haver estudiat amb cineastes com Stan Brakhage.  

## Carrera

### Llargmetratges
Macneill va dirigir Lizzie, un thriller psicològic protagonitzat per Chloe Sevigny i Kristen Stewart. Lizzie es va estrenar a la secció de Competició Dramàtica dels Estats Units al Festival de Cinema de Sundance 2018.
Macneill va dirigir i coescriure el llargmetratge de 2015 The Boy, protagonitzat per David Morse, Rainn Wilson, Jared Breeze, Mike Vogel, Bill Sage, Zuleikha Robinson i Aiden Lovecamp. La pel·lícula va ser produïda per Elijah Wood, Daniel Noah i Josh C. Waller i la companyia SpectreVision.

### Televisió
Macneill va dirigir la primera temporada de la sèrie de televisió d'antologia limitada Channel Zero: Candle Cove. L'espectacle va ser creat per Nick Antosca i protagonitzat per Paul Schneider i Fiona Shaw.
Macneill va dirigir 2 episodis per a Westworld de HBO, 2 episodis per a la primera temporada de Them d'Amazon Prime i un episodi per a La Dimensió Desconeguda de Jordan Peele, titulaT The Blue Scorpion, protagonitzada per Chris O'Dowd. També va dirigir un episodi de la sèrie de drama de terror, Castle Rock, 2 episodis de la sèrie de drama de terror, NOS4A2, 1 episodi de la sèrie dramàtica de terror, Monsterland, i 2 episodis per a Chilling Adventures of Sabrina.

### Curtmetratges
Macneill ha escrit, produït, editat i dirigit diversos curtmetratges abans de The Boy. Entre ells hi ha un curtmetratge de 2011 Henley, que va guanyar un premi al "Millor curtmetratge" al Festival de Cinema de Gen Art Film Festival de 2011 i al Festival de Cinema de Cinema i Arts de Carmel de 2012. Henley va ser un dels 64 curtmetratges seleccionats d'entre 7.675 presentacions per presentar-se en competició al Festival de Cinema de Sundance 2012.
Entre els curtmetratges que Macneill ha dirigit, produït, coescrit i editat inclouen el curtmetratge premiat Late Bloomer, que es va projectar com a selecció oficial al Festival de Cinema de Sundance 2005. Va guanyar el premi del públic al Festival de Cinema de Lake Placid de 2004, i es va projectar a festivals de cinema d'arreu del món.

### Pel·lícula experimental
El 2009, Macneill, juntament amb el codirector Alexei Kaleina, van completar una pel·lícula experimental titulada The Afterlight, que es va estrenar a la Festa del Cinema di Roma i va ser adquirit per a una distribució limitada a les sales a través del Cinema Purgatorio. La pel·lícula és protagonitzada per Michael Kelly, Ana Asensio, Jicky Schnee i Rip Torn.

## Vida personal
Macneill viu a Nova York, amb la seva dona, la directora i actriu Ana Asensio. El 2009 va rebre una beca de la Fundació Jerome.